# Liste der Monuments historiques in Beauregard (Ain)
Die Liste der Monuments historiques in Beauregard (Ain) führt die Monuments historiques in der französischen Gemeinde Beauregard auf.

## Liste der Bauwerke
| Bezeichnung                 | Beschreibung | Standort                 | Kennzeichnung | Schutzstatus | Datum | Bild           |
| --------------------------- | ------------ | ------------------------ | ------------- | ------------ | ----- | -------------- |
| Kirche St-François-d'Assise | Erbaut 1855  | place Jean-Moulin (Lage) | PA01000001    | Inscrit      | 1996  | weitere Bilder |

## Liste der Objekte

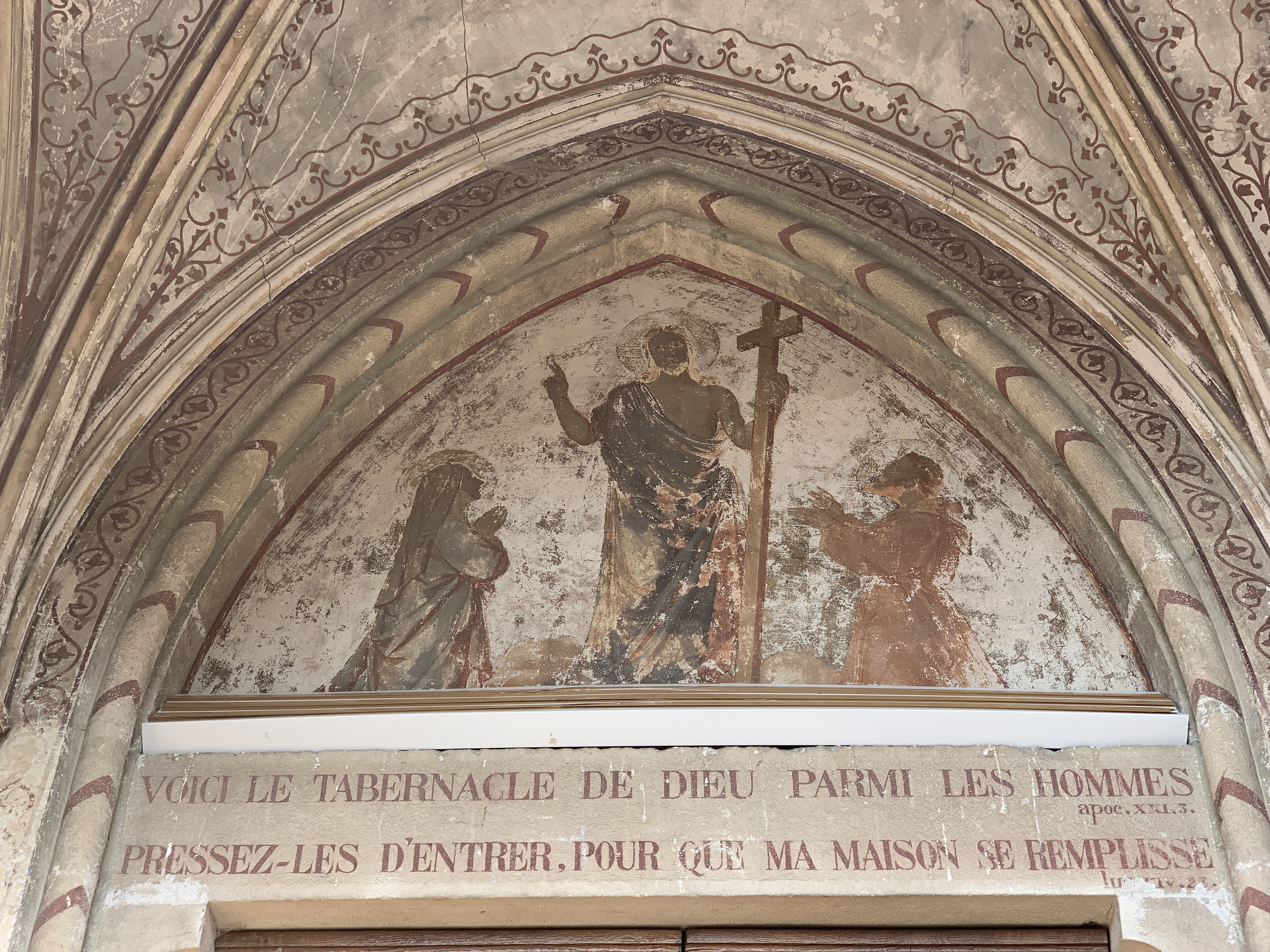
Wandmalerei, 2. Hälfte des 19. Jahrhunderts

- Monuments historiques (Objekte) in Beauregard (Ain) in der Base Palissy des französischen Kultusministeriums